# Киянський Павло Іванович
Павло Іванович Киянський — український актор. Народний артист Української РСР (1954).

## Життєпис
Народився 12 липня 1898 р. в Петербурзі. Помер 26 жовтня 1982 р. в Києві. Був актором Київського російського драматичного театру ім. Лесі Українки (1932—1972).

## Фільмографія
Знімався у фільмах:
- «Кришталевий палац» (1934, Стефан)
- «Останній порт» (1934)
- «Богдан Хмельницький» (1941)
- «Таємничий острів» (1941, Спіллет)
- «Правда» (1957, Кузьма Рижов)
- «Вогненний міст» (1958, Лисов)
- «Зірка балету» (1964, епіз.)
- «Гадюка» (1965, Бронштейн)